# راندووتال
راندووتال (به آلمانی: Randowtal) یک شهر در آلمان است که در یوکرمرک واقع شده‌است. راندووتال ۱٬۰۸۲ نفر جمعیت دارد.